# 캐피틀 레코드 빌딩

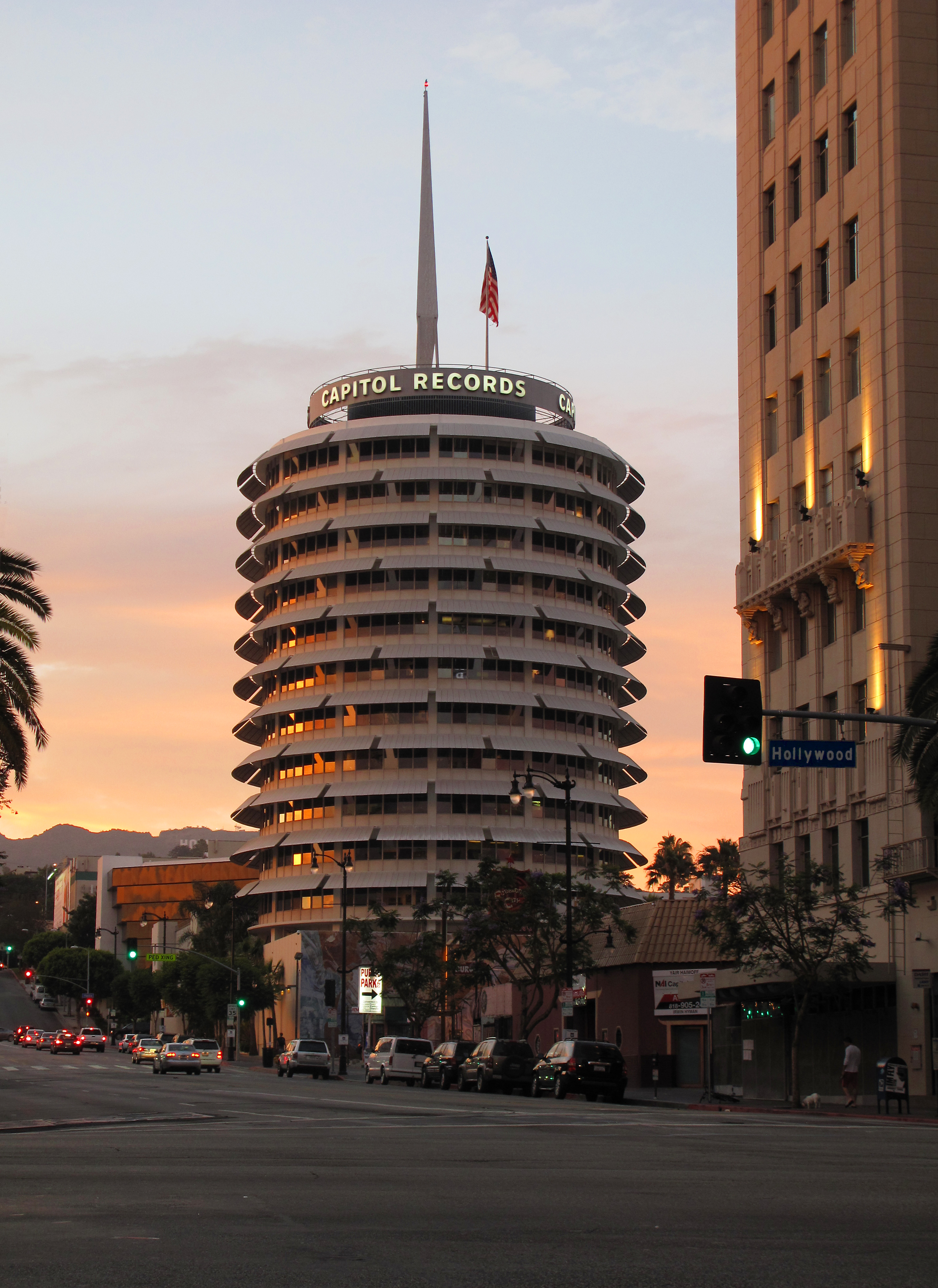
캐피틀 레코드 빌딩

캐피틀 레코드 빌딩(영어: Capitol Records Building)은 미국 로스앤젤레스 할리우드 할리우드 대로에 위치한 건물이다. 총 13층으로 되어 있는 이 건물은 내진설계가 되어 있고 웰튼 베킷이 설계한 세계 최초의 원형 사무실 빌딩이다. 이 곳엔 녹음 스튜디오가 몇 군데 있으며 맨 꼭대기층에는 뾰족한 탑이 있는 것이 특징이다.